# Forêt de Humont
 (août 2014).
Si vous disposez d'ouvrages ou d'articles de référence ou si vous connaissez des sites web de qualité traitant du thème abordé ici, merci de compléter l'article en donnant les références utiles à sa vérifiabilité et en les liant à la section « Notes et références ».
Située sur les communes de Bellefontaine et Saint-Nabord, la forêt de Humont comprend environ 750 hectares, dont 500 domaniaux, constitués principalement de résineux, essentiellement le Sapin pectiné et l'épicéa.

## Géographie
Le relief faiblement prononcé, culmine à 618 mètres et contient plusieurs zones humides. La forêt est bordée par des étangs et tourbières, dont l'étang de la Demoiselle sur le côté est, et l'étang des Marie-Jeanne au nord-ouest. Elle est traversée par le ruisseau des écrevisses qui y prend sa source dans une zone de marécages.

## Curiosités
Elle possède un intéressant arboretum sur le côté ouest. Sur le versant sud se trouve la ferme fortifiée dite du Château de Montaigu. Au lieu-dit de la Broche Avaux se situe un petit étang d'où prend sa source le ruisseau de Fallières

## Faune et flore
La faune est riche du point de vue ornithologique avec la présence signalée du Pic noir et de la Gélinotte des bois, ainsi que de manière épisodique du Grand Tétras.
Sur le plan des grands mammifères on notera surtout la présence du Cerf élaphe.